# Проекс
Проекс — македонский сатрап Паропамисад в IV веке до н. э.

Карта деления империи Ахеменидов на сатрапии.

## Биография
Во время похода македонской армии в погоне за Бессом Александр со своими воинами переправился через Гиндукуш. Здесь в 329 году до н. э. была основана ещё одна Александрия. Наместником новой сатрапии был назначен перс Проекс. Возможно, что он занимал административный пост ещё при последних Ахеминидах, но точных сведений об этом нет. «Надзирателем» же был поставлен один из «друзей царя» Нилоксен, сын Сатира, которому подчинялся македонский гарнизон. По замечанию Гафурова Б. Г. и Цибукидиса Д., такое управление повторяло схему, повсеместно применявшуюся Александром на Востоке.
Впоследствии по неизвестным причинам сатрапия была передана в 327 году до н. э. Тириеспу. О дальнейшей судьбе Проекса исторические источники не сообщают.